# Astro aka Akihisa Takahashi
Astro aka Akihisa Takahashi（Astro、アストロ、本名：高橋明久）は、日本・大阪府出身のテクノミュージシャン、DJ、音楽プロデューサーである。

## 経歴
1990年代後半、高校時代からテクノ音楽の制作を始め、10代でDJとしても活動を開始した。2000年代初頭には大阪・心斎橋のクラブでレジデントDJを務め、国内外のイベントでプレイしていた。
2004年、シカゴ/デトロイトのレーベルよりアナログ盤の楽曲を発表。以降、いくつかの海外レーベルから作品をリリースしている。
2006年以降、一時的に音楽活動を停止していたが、2020年代に再始動。2024年以降、ヨーロッパ系の著名テクノレーベルからのリリースや、配信型のラジオ番組への出演などを通じて活動の場を広げている。

## 音楽スタイルと活動
Astroの音楽は、テクノを基軸にしながらも、旋律的要素やディープな音像を取り入れたスタイルが特徴とされる。活動再開以降は、国内外のアーティストとのリミックス提供なども行っている。

## ディスコグラフィ
※出典を整備できる範囲で記載。原則としてリリース年 + レーベル名のみ。
- N47 EP （2004年、Elephanthaus Records）
- Celestia （2024年、Tronic）
- Dialga EP （2025年、Tronic）
- Elysium (Astro Remix) - Pagano （2025年、KISM Recordings）